# Prozelit
Prozeliți (greacă proselutos, προσήλυτος = nouvenit) sunt neevrei care aderau la religia iudaică și care trebuia să îndeplinească toate ritualurile cerute de legea și tradiția iudaică după care erau „spălați” în mikveh. Astfel erau considerați evrei de drept. (Matei 23;15, fapte 2;10,6:5,13;43)